# نووی تامیان
نووی تامیان (به لاتین: Novy Tamyan) یک منطقهٔ مسکونی در روسیه است که در باشقیرستان واقع شده‌است.